# Shubarköl
Shubarköl är en ort i Kazakstan.   Den ligger i oblystet Qaraghandy, i den centrala delen av landet, 300 km sydväst om huvudstaden Astana. Shubarköl ligger 442 meter över havet och antalet invånare är 1 247.
Terrängen runt Shubarköl är platt.  Trakten runt Shubarköl är nära nog obefolkad, med mindre än två invånare per kvadratkilometer. Trakten runt Shubarköl består i huvudsak av gräsmarker.